# شیخ‌بران (هوراند)
شیخ‌بران یکی از روستاهای استان آذربایجان شرقی است که در دهستان چهاردانگه بخش مرکزی شهرستان هوراند واقع شده‌است. این روستا ۵۱ نفر جمعیت دارد.